# Mexico International 1980
Die Mexico International 1980 im Badminton fanden vom 27. bis zum  30. November 1980 in Mexiko-Stadt statt.

## Sieger und Platzierte
| Disziplin    | Gold                           | Silber                         | Bronze                                             |
| ------------ | ------------------------------ | ------------------------------ | -------------------------------------------------- |
| Herreneinzel | Roy Díaz González              | Fernando de la Torre           | L. Dominguez                                       |
| Herreneinzel | Roy Díaz González              | Fernando de la Torre           | Ricardo Jaramillo                                  |
| Dameneinzel  | Judianne Kelly                 | María Esther Luna Felix        | Sharon Crawford                                    |
| Dameneinzel  | Judianne Kelly                 | María Esther Luna Felix        | María de la Paz Luna Félix                         |
| Herrendoppel | Germán Valdez Federico Valdez  | Bob Gilmour Bob Dickie         | Ricardo Jaramillo Victor Jaramillo                 |
| Herrendoppel | Germán Valdez Federico Valdez  | Bob Gilmour Bob Dickie         | John Britton Gary Higgins                          |
| Damendoppel  | Judianne Kelly Vicky Toutz     | Sharon Crawford Beverley Suits | María Esther Luna Felix María de la Paz Luna Félix |
| Damendoppel  | Judianne Kelly Vicky Toutz     | Sharon Crawford Beverley Suits | Traci Britton María Antonieta Rivas                |
| Mixed        | Federico Valdez Beverley Suits | Bob Gilmour Vicky Toutz        | Bob Dickie Judianne Kelly                          |
| Mixed        | Federico Valdez Beverley Suits | Bob Gilmour Vicky Toutz        | Victor Jaramillo Traci Britton                     |

Anmerkungen
World Badminton berichtet innerhalb einer Ausgabe für den Endstand im Damendoppel auch die umgekehrte Reihenfolge auf Platz 1 und 2.

## Finalresultate
| Disziplin    | Sieger                         | Finalist                       | Ergebnis           |
| ------------ | ------------------------------ | ------------------------------ | ------------------ |
| Herreneinzel | Roy Díaz González              | Fernando de la Torre           | 15-10, 15-17, 15-2 |
| Dameneinzel  | Judianne Kelly                 | María Esther Luna Felix        | 11-7, 11-8         |
| Herrendoppel | Germán Valdez Federico Valdez  | Bob Gilmour Bob Dickie         | 15-9, 15-0         |
| Damendoppel  | Judianne Kelly Vicky Toutz     | Sharon Crawford Beverley Suits | 15-4, 15-5         |
| Mixed        | Federico Valdez Beverley Suits | Bob Gilmour Vicky Toutz        | 18-15, 15-6        |